# Benkő András (zenetörténész)
Benkő András (Fejérd, 1923. január 21. – Kolozsvár, 2001. április 3.) romániai magyar zenetörténész.

## Életútja
Középiskolai tanulmányait Nagyenyeden kezdte, a Bethlen Kollégiumban (orgonatanára Szabó Géza), majd Kolozsváron, Domokos Pál Péter tanítóképző intézetében végezte (1944).
Felsőfokú zenei tanulmányok: Magyar Zene- és Színművészeti Főiskola (1946–1948), Magyar Művészeti Intézet (1948–1950) zenetanári, illetve orgona szakon, zenetanári diplomát a „G. Dima” Zenekonzervatóriumban szerzett (1951).
Pályáját tanársegédként kezdte a Magyar Művészeti Intézet zenetörténeti tanszékén (1949–1950), majd ettől az évtől a „G. Dima” Zeneakadémián tanársegéd, adjunktus, nyugdíjazásáig (1985) docens. A Kolozsvári Protestáns Teológiai Intézet, illetve a Babeș–Bolyai Tudományegyetem Református Vallástanár Fakultásán egyházzenei tárgyakat (egyházi ének, az egyházi ének tanításának módszertana, himnológia, egyházzene-történet) tanított (1990–1998).
1977 óta a zenetudományok doktora. Disszertációja: Bartók şi România (Bartók és Románia).
Zenetudományos munkássága főleg Erdély zenei múltjára, illetve a romániai magyar zene történetére összpontosított. Diákkora óta közölt zenepublicisztikát: hangverseny-beszámolói, kritikái, tájékoztató cikkei az Igazság, Utunk, A Hét, Művelődés hasábjain jelentek meg. Zenetörténeti dolgozatait a Korunk, NyIrK, Református Szemle, Magyar Egyházzene (Bp.) c. folyóiratban, valamint tanulmánykötetekben: Zenetudományi Írások, Zenetudományi Tanulmányok (Budapest), Lucrări de Muzicologie, Studii de muzicologie, Bartók Dolgozatok, Utunk Kodályhoz, Korunk Évkönyv stb. jelentek meg.
Ismeretlen adatokat tárt fel a XVI. századi Beszterce zenei életéről, kéziratos énekeskönyveket ismertetett (Almási Sámuel gyűjteménye 1823–71-ből, Csokonai-dalok kolozsvári kéziratos gyűjteményekben, kéziratos halotti énekeskönyvek), feldolgozta Apáczai Csere János, Bolyai János, Seprődi János zenetudományi hagyatékát s Bartók Béla leveleit Constantin Brăiloiuhoz; elsőként írt életrajzi tanulmányt Veress Gáborról, elkészítette Lakatos István zenetörténeti bibliográfiáját. Bartók Béla romániai hangversenyei (1970) c. könyvében a teljesség igényével méri fel a zongoraművész Bartók romániai hangversenyeinek sajtóvisszhangját. Később a zenei nyelv egyes kérdéseit kutatta (B-A-C-H motívum a kortárs zenében, a peon versláb előfordulása Beethovennél, hangkészletproblémák). 
A rendszerváltás után elnöke volt a Romániai Magyar Zenetársaságnak (1989–1991) és egyik előadója a kolozsvári Bolyai Szabadegyetemnek (1991).

## Művei
- Kötetei: Bartók Béla romániai hangversenyei (1970) c. könyvében a teljesség igényével méri fel a zongoraművész Bartók romániai hangversenyeinek sajtóvisszhangját. A Bolyaiak zeneelmélete (1975). Seprődi János válogatott zenei írásai és népzenei gyűjtése (1974, szerkesztés, társszerző: Lakatos István és Almási István). Zenei kislexikon (Kriterion, Bukarest, 1986) — mintegy 6.000 információval segíti a gyors tájékozódást. Az egyházi ének története (Kolozsvár, 1994): elsősorban vallástanár jelöltek és a kántorképző főiskola hallgatói számára az egyházi zene szempontjából kíséri figyelemmel és vázolja a református himnológia fejlődését. Zoltán Aladár (Mentor, Marosvásárhely, 1996) Mondjatok dicséretet (Kolozsvár, 2000). (A kötet első része az 1994-es kötet bővített változata). Márkos Albert (kézirat) Lakatos István (kézirat)
- Főiskolai jegyzetek: Az egyetemes zene története (I–III. kötet) sokszorosítva, a IV. kötet kézirat.
- Bartók Béla romániai hangversenyei. 1922–1936; Kriterion, Bukarest, 1970
- Összeállította Seprődi János, Lakatos István, Zoltán Aladár, Márkos Albert könyvészetét (ebből a könyvészeti anyagból mintegy négyezer címet tett közzé). Közölt Bethlen Gábor, Bartók Béla, Kodály Zoltán és George Breazul kiadatlan leveleiből. Kórusaink történetéből c. sorozatát a Kolozsvári Rádió közvetítette. Írott változatát a Művelődés közölte.
- Az egyetemes zene története. 1. köt. Az ősközösségtől a reneszánszig; „G. Dima” Zeneművészeti Főiskola, Kolozsvár, 1973
- A Bolyaiak zeneelmélete. Bolyai Farkas Zenészeti dolgozata. Bolyai János Muzsika-tana; Kriterion, Bukarest, 1975
- Zenei kislexikon. 1.; szerk. Benkő András; Kriterion, Bukarest, 1985 (Kriterion kézikönyvek)
- Az egyházi ének története. Himnológia; Erdélyi Református Egyházkerület Igazgatótanácsa, Kolozsvár, 1994
- Zoltán Aladár; Mentor, Marosvásárhely, 1996
- szerkesztette a Zenetudományi írások (1980, 1983, 1986) c. tanulmányköteteket
- munkatársa volt a londoni Grove-lexikonnak, a Magyar Zenetudományi Intézet Magyarország zenetörténete c. sorozatának, zenei szócikkeket közölt a Romániai Magyar Irodalmi Lexikon I-V. kötetében
- kéziratos hagyaték: Balogh Edgár, Benkő András, Imreh István kiadatlan leveleiből; sajtó alá rend. Beke Sándor; Erdélyi Gondolat, Székelyudvarhely, 2010

Írásainak jegyzéke a Zenetudományi Írások 1999 kötetében (szerk. László Ferenc) található, illetve a Romániai Magyar vonatkozású zenetudomány első évszázada című kötetében található – Bibliográfia (válogatta és szerkesztette Pávai István és Sófalvi Emese, Kolozsvár, 2019).

## Társasági tagság
- Tagja volt a Romániai Zeneszerzők és Zenetudósok Szövetségének (UCMR), 1948-tól megszüntetéséig (1949) a „Bartók Béla” Dalosszövetség titkára, alapító tagja és első elnöke a Romániai Magyar Zenetársaságnak, tagja a Magyar Tudományos Akadémia köztestületének, az Erdélyi Múzeum-Egyesületnek, az Erdélyi Református Egyházkerület Zenei Bizottságának, a Református Zenészek munkaközösségének, a Magyar Református Egyház Himnológiai Bizottságának, valamint a kolozsvári Bolyai Társaságnak, a Romániai Magyar Dalosszövetségnek, illetve tiszteletbeli tagja a Seprődi János Nemzetközi Kórusszövetségnek.

## Díjak, elismerések
- Művelődési Érdemrend (III. osztály, 1968)
- Bartók-plakett (1981)
- Román Zeneszerző Szövetség díja (1987)
- Magyar Reformátusok III. Világtalálkozójának emlékezüstérme (1996)
- EMKE Nagy István-díj (1999)
- A Magyar Köztársaság Érdemrendjének kiskeresztje (1999)